# Bandera de Santa Bárbara, California

Bandera de la ciudad de Santa Bárbara

La bandera de la ciudad de Santa Bárbara, California, es la bandera oficial de la ciudad. Se creó en 1920, y fue adoptada como la bandera oficial de la ciudad en 1923. La torre es de color rojo sobre fondo blanco, los colores de Santa Bárbara. El rojo y el oro (la roseta y la cinta del rey de España) recordarán los orígenes españoles de la ciudad.
La torre de la esquina superior izquierda es la torre en la que Santa Bárbara (santa patrona y tocaya) quedó atrapada durante su ejecución.
La bandera es utilizada en las cámaras gubernamentales y en los materiales de promoción, y un lugar prominente al aire libre en el centro de la ciudad y en algunos edificios gubernamentales de la ciudad.
- Datos: Q5456819